# Still Remains
Still Remains jest zespołem muzycznym powstałym w Grand Rapids. Tworzona przez nich muzyka przynależy do gatunku określanego jako metalcore.

## Muzycy
| Obecny skład zespołu - T.J. Miller – wokal (2002–2008, od 2011) - Jordan Whelan – gitara (2002–2008, od 2011) - Mike Church – gitara, wokal (2004–2008, od 2011) - A.J. Barrette – perkusja (2004–2005, od 2011) - Zach Roth – instrumenty klawiszowe (2002–2006, od 2011) - Kenny Polidan – gitara basowa (od 2012) Muzycy koncertowi - Jason Wood – gitara basowa, wokal (2006) |  | Byli członkowie zespołu - Jordan Gilliam – gitara (2002–2003) - Cameron MacIntosh – perkusja (2002–2004) - Steve Schallert – gitara, wokal (2003–2004) - Adrian „Bone” Green – perkusja (2005–2008) - Steve Hetland – gitara basowa (2006–2008) - Ben Schauland – instrumenty klawiszowe (2006–2008) - Evan Willey – gitara basowa (2002–2006, 2011) |

## Dyskografia
| Rok  | Tytuł                        | Wytwórnia          |
| ---- | ---------------------------- | ------------------ |
| 2003 | Dying With a Smile (EP)      | Benchmark Records  |
| 2004 | If Love Was Born to Die (EP) | Benchmark Records  |
| 2005 | Of Love and Lunacy           | Roadrunner Records |
| 2007 | The Serpent                  | Roadrunner Records |
| 2013 | Ceasing to Breathe           | Roadrunner Records |